# Бергонци, Микеланджело
Микела́нджело Берго́нци (итал. Michele Angelo Bergonzi; 1721—1758) — итальянский скрипичный мастер из Кремоны, представитель кремонской школы; старший сын Карло Бергонци.

## Биография
Микеланджело Бергонци — старший сын Карла Бергонци, основателя скрипичной семьи Бергонци. После смерти отца в 1747 году получил мастерскую отца, который, в свою очередь, был продолжателем дела своего учителя, Антонио Страдивари.

## Инструменты Микеланджело Бергонци
Хотя Микеланджело и являлся продолжателем дела своего отца, его инструменты не являются особо изысканными и построены на простых моделях Страдивари. При этом особенностью инструментов является то, что Бергонци не использовал легендарный лак Страдивари, по-видимому, используя свой собственный.
Точное количество изготовленных инструментов Микеланджело Бергонци неизвестно; в настоящее время в мире сохранилось больше 10 его работ, в числе которых, как минимум, 1 контрабас, 1 виолончель и 10 скрипок. Ещё одну скрипку Микеланджело, возможно, сделал вместе с отцом или при участии отца.
Инструменты Микеланджело Бергонци находятся как в частных коллекциях, так и принадлежат различным фондам и организациям.
Самая дорогая скрипка работы Микеланджело Бергонци (1750) была продана 29 октября 2013 года на аукционе Ingles & Hayday за 156 000 фунтов. Скрипка принадлежала американской скрипачке Лейле Юзефович, которая решила расстаться с инструментом после 12 лет игры на нём.